# グローバー (ミュージシャン)
グローバー（1978年6月4日 - ）は、日本の音楽バンドJackson vibe、SKA SKA CLUBのボーカリスト・タレント。ハーモニープロモーション所属。現在は「グローバー」名義であるが、Jackson VibeやSKA SKA CLUBのウェブサイトではフルネームの「グローバー義和」で記載されている。

## 概要
神奈川県横浜市出身。高木学園附属幼稚園卒業。桐蔭学園小学校、桐蔭学園中学校・高等学校卒業。高校進学時のコース選択で、国語が好きではあったが理数コースに進んだのは父が望んだから。高校1年の頃、アメリカのボストンに約3ヵ月交換留学をする。日本に帰ってバンド活動をすると決めたのもこの時期である。アメリカのフィリップス・アカデミーに短期留学。東京大学文学部中退。2012年春に復学し、2014年3月同大学同学部美術史専攻卒業。レキシネーム：東インド貿易会社マンとしてレキシ2ndアルバムに参加。レキシライブでサポートミュージシャンとしても活動。

## 人物

### 家族
父親はインド人、母親は日本人 。4歳上の兄がいる。父は語学に堪能で、日本に留学していたときに語学が好きだった母と留学生の交流会で出会った。両親が結婚当初はインドで暮らし、兄はインドで生まれたが、その後に母が体調を崩してしまい、日本で暮らすことになった。

### 交友関係
ニッポン放送火曜日深夜に放送されていた土屋礼央のオールナイトニッポンの準レギュラーと自称し、度々出演していた。

## 来歴
1997年、ステレオリンチ結成、ボーカルを担当。2000年9月脱退。
2002年1月、SKA SKA CLUBを結成、ボーカルを担当。インディーズで15万枚超のセールスを記録。2002年8月、横浜アリーナで行われた「そんなのありーな!?エピソード3」では、桑田佳祐の似てない物真似を披露。
2002年12月24日-12月25日、SHOGO・土屋礼央・西川貴教と、コーラスグループ「しぐれに」を結成、ラジオ・チャリティー・ミュージックソンにて「きよしこの夜」を合唱。翌年12月24日-25日に行われた同番組にも参加。
2003年4月からスペースシャワーTVのバラエティ番組「熱血！スペシャ中学」に委員長としてレギュラー出演。11月には、SKA SKA CLUBでは表現できないシンプルな編成でのグルーブ構築を求め有志とJackson vibeを結成、再デビュー。
2004年6月には、Jackson vibeの2ndシングル「朝焼けの旅路」がフジテレビ系ドラマ「アットホーム・ダッド」の主題歌になり、同年10月に発売された3rdシングル「セピア」はTBS系「日立 世界・ふしぎ発見!」エンディングテーマに使用された。
2012年にはSKA SKA CLUBを再始動をし、音楽活動をする中、タレントとしても活躍の幅を広げるため、ハーモニープロモーションと業務提携。
2013年4月にはSKA SKA CLUB約4年振りとなる3rdアルバム「New Hope」をリリースした。7月、TBS系「日立 世界・ふしぎ発見!」のミステリーハンターとして出演。テレビ朝日系「クイズプレゼンバラエティー Qさま!!」などバラエティ番組に高学歴タレントとして出演している。

## 出演番組

### テレビ
- Yo! チューイ（2002年、MTVジャパン）
- 熱血!スペシャ中学（2003年4月-2005年3月、スペースシャワーTV）
- ニュースザップ（2014年10月7日-、BSスカパー!） - レギュラーコメンテーター
- ビートたけしのTVタックル（2015年10月19日、11月2日、11月23日、2016年1月4日、1月11日、2月2日、2025年6月29日　テレビ朝日）　- 深掘りレポーター
- 中居正広の金曜日のスマイルたちへ（2015年9月4日、11月20日、2016年2月26日、TBS）
- うまいッ!（2014年7月6日、8月24日、11月2日、2015年3月8日、6月28日、2016年1月24日、4月10日、NHK）
- 伝えてピカッチ（2014年2月1日、4月26日、9月6日、12月20日、2015年3月6日、NHK） - 不定期出演
- クイズ・ソモサン・セッパ!（2012年12月、2013年10月11日、フジテレビ）
- 超ド級！世界のありえない映像列伝9（2012年12月、フジテレビ）
- お試しかっ!Qさま!!3時間スペシャル（2013年3月18日、6月17日、11月4日、2014年1月27日、テレビ朝日）
- みんなに笑顔を届けたいLIVE 2013（2013年3月30日、スペースシャワーTV）
- 日立 世界・ふしぎ発見!（2013年7月6日、10月26日、TBS）
- ハモネプスターリーグ（2013年10月8日、フジテレビ）
- お願い!ランキング（2013年10月23日、テレビ朝日）
- 100秒博士アカデミー（2013年10月19日、10月29日、11月2日、12月3日、2014年1月14日、3月11日、1月21日、2月25日、TBS）
- ネプリーグ（2014年3月10日、2014年9月8日、2016年2月22日、フジテレビ）
- STAND UP JAPAN（2014年4月20日、ニコニコ生放送）
- クイズ!それマジ!?ニッポン（2014年4月20日、フジテレビ）
- 超ド級！世界のありえない映像博覧11（2014年5月13日、フジテレビ）
- クイズ30（2014年6月28日&29日、8月10日、フジテレビ）
- スペースシャワーアーカイブス（2014年10月26日、スペースシャワーTV）
- 宝探しアドベンチャー～KAIDOKU王～（2014年11月8日、フジテレビ）
- ネプ&イモトの世界番付（2014年11月28日、日本テレビ）
- スペースシャワーTV25時間テレビ-熱血！スペシャ中学ブロック（2014年11月30日、スペースシャワーTV）
- ビックラコイタ箱（2015年2月3日・10日、中京テレビ）
- アフロの変（2015年5月14日、フジテレビ）
- くりぃむしちゅーのヒューマンルーレット（2015年5月30日、日本テレビ）
- 作り方映像クイズはやおしデキタ（2015年6月27日、フジテレビ）
- 週末めとろポリシャン♪（2015年10月31日、2016年2月13日、5月7日、TOKYO MX）
- 踊る!さんま御殿!!（2016年1月26日、日本テレビ）
- ダウンタウンDX （2016年2月4日、読売テレビ）
- クイズプレゼンバラエティー Qさま!!（2016年2月22日、テレビ朝日）
- リズムにノッて答えろ　ザ・ピンポンブー（2016年3月27日、TBS）
- これでわかった! 世界のいま（2016年5月1日、NHK）
- 東京オリパラ団（2016年7月9日 - 、NHK）- レギュラー
- 1億人の大質問!?笑ってコラえて!（2018年1月24日 - 、日本テレビ）
- アート・ステージ～画家たちの美の饗宴～（2018年4月 - 、TOKYO MX） - ナビゲーター
- 情報プレゼンター とくダネ!（フジテレビ） - コメンテーター
- 出没!アド街ック天国（テレビ東京） - 地元の横浜市内のエリアを取材した回に、2018年からコメンテーターとして随時出演。
- タモリ倶楽部（2018年12月7日・2019年2月9日・2021年7月9日・2022年8月13日、テレビ朝日） - ゲスト
- バラいろダンディ（2021年4月9日、TOKYO MX） - コメンテーター
- 僕たち、デビューできるかな？？（2022年4月-、BSよしもと）

### テレビドラマ
- 何かおかしい 2 第12話（2023年6月21日、テレビ東京） - 本人役

### ラジオ
レギュラー
- JAM THE PLANET（J-WAVE、2021年４月- 毎週月 - 木曜日）- ナビゲーター

過去出演
- FairiesのFly to the World（ニッポン放送） - 毎週金曜日英語講師役（なお教員免許は持っておらず、また英語学者でもない）
- Mercedes Benz MUSIC FACTORY（J-WAVE、 毎週土曜日）- ナビゲーター
- Jam the WORLD（J-WAVE、2017年10月-2021年3月 毎週月 - 木曜日) - ナビゲーター
- グローバーのウラナイ!（ニッポン放送 - 初期は「グローバー義和のウラナイ!?」、2002年4月-2003年3月、占い番組）
- オールナイトニッポンいいネ!（ニッポン放送 - 木曜日担当、2003年4月-2004年3月）
- オールナイトニッポンR（ニッポン放送 -  土曜日担当、2004年4月-2005年3月）- いいネからRにかけリスナーの事をちびっこと呼んでいた。
- MUSIC FREAKS（FM802 - 日曜日（隔週）、2004年10月-2005年9月25日）
- やぎラッチョー!（CROSS FM - 週に1回程度電話出演、2006年-）
- LOVE YOKOHAMA  （ニッポン放送　2013年3月16日、3月23日）
- 小柳ゆき I'm in the park（FM FUJI - 2013年4月12日）
- sunday in the park - （FM FUJI、2013年4月14日）
- SATURDAY SONIC（J-WAVE、2013年8月10日、8月17日、2014年3月8日）
- J-TOWN AGENCY（J-WAVE、2014年2月11日）
- TOKYO GOOD VIBRATION（J-WAVE - 2014年4月5日、4月12日、4月19日、4月26日）
- RADIO FRIENDS（TOKYO FM - 2014年6月26日）
- J-WAVE TOKYO MORNING RADIO（J-WAVE - 2015年3月23～24日、7月20～23日、2016年3月14～17日、3月21日～24日）
- I A.M.（J-WAVE - 2014年12月8日）
- オールナイトニッポンGOLD（ニッポン放送 - 2014年12月29日）
- GOLD RUSH（J-WAVE - 2014年7月18日、2015年1月2日）
- HELLO WORLD（J-WAVE - 2015年1月14日、8月31日～9月3日）
- GROOVE LINE Z（J-WAVE - 2014年3月18日、2015年7月8日）
- TOKYO ROUND TABLE（J-WAVE - 2015年4月19日）
- ROPPONGI ART NIGHT SPECIAL（J-WAVE - 2015年4月25日）
- BEAT PLANET（J-WAVE - 2014年2月3日～6日、3月10日、2015年5月18日～21日）
- POP UP!（J-WAVE - 2015年6月11日）
- KIRIN LAGER BEER STILL ROCKIN'（J-WAVE - 2015年7月20日）
- HOLIDAY SPACIAL STARBUCKS DISCOVERIES TOKYO 7 PEACE（J-WAVE - 2015年9月21日）
- HOLIDAY SPACIAL AUSTRIAN AIRLINES presents My charming way to CENTRAL EUROPE（J-WAVE - 2015年9月23日）
- MITSUBISHI JISHO MARUNOUCHI MUSICOLOGY（J-WAVE、毎週土曜日）- ナビゲーター

### イベント
- RISING SUN ROCK FESTIVAL2013（2013年8月16日）
- ときめきジャンボリー2013（2013年8月24日）
- にじのわまつり2013（2013年9月15日）
- VIVA LA ROCK（2014年5月3日）
- YATSUI FESTiVAL2015（2015年6月21日）
- 第1回レキシ研究会～トーク&'トーク～（2015年9月16日、9月22日）

### 雑誌
- 東京ウォーカー7/1号（KADOKAWA - 2014年6月）
- 食べログ最強ランキング350（学研パブリッシング - 2014年12月）
- CLASSY.2016年7月号（光文社-2016年5月）

## ディスコグラフィー
SKA SKA CLUB
Jackson vibe

### 参加作品
- 『熱血!スペシャ中学 校歌』 / The Rolling Bloody Jr. High! (2004年5月)

レギュラー出演者たちによる合作。

## 携帯ブログ
- Jackson vibe グローバーの煩悩寺（dwango.jp取放題DX 2010年-現在）